# De legibus

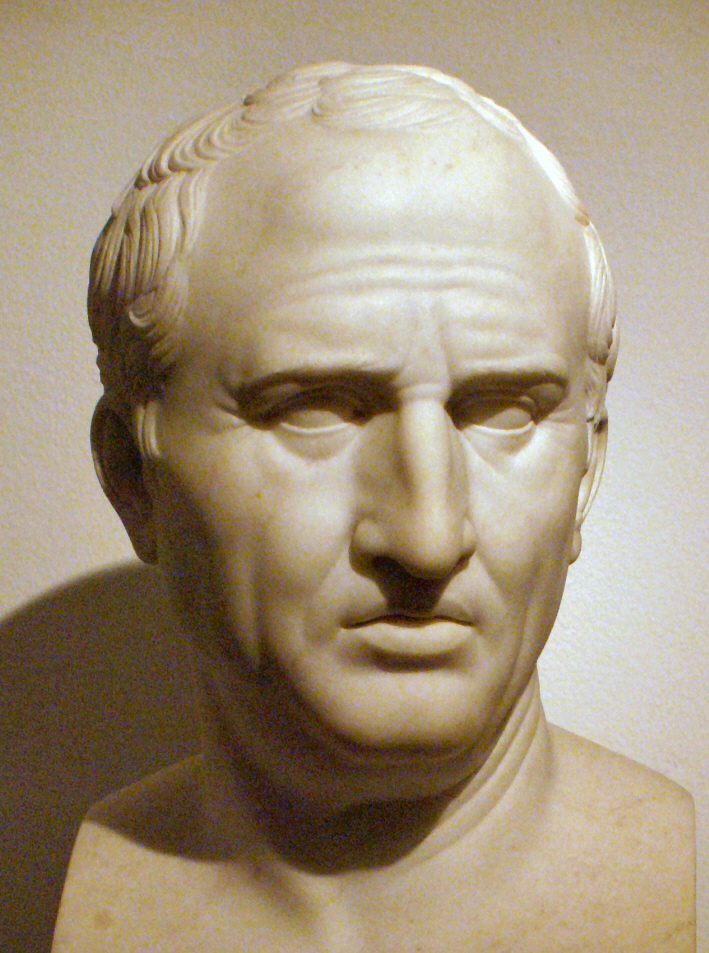
Cicero; Kopie einer römischen Büste von Bertel Thorvaldsen

De legibus ist ein philosophisches Werk des römischen Schriftstellers Marcus Tullius Cicero (106–43 v. Chr.). Es handelte sich dabei um eine Ergänzung zum früheren Werk De re publica.

## Entstehungszeit
Das genaue Datum der Abfassung des Werkes ist unbekannt. Allerdings erwähnt Cicero in ihr neben zahlreichen anderen Bezügen zu historischen Ereignissen auch seine Stellung als Augur (II, 31), die er nachweislich im Jahre 53 v. Chr. innehatte. Außerdem wird auf den Tod Clodius’ († 52 v. Chr.) angespielt. Dieser Zeitraum kann also als Terminus post quem der Abfassung des Werkes dienen. Sie kann allerdings auch nicht nach dem Jahre 46 v. Chr. verfasst worden sein, was aus Briefen Ciceros an Brutus hervorgeht. Angenommen wird deshalb, dass Cicero Ende 53 v. Chr. mit der Abfassung begann, diese aber Anfang 51 v. Chr. einstellte (er reiste in die Provinz ab) und das Werk nicht veröffentlichte.

## Form und Umfang
De legibus war offenbar als Ergänzung zu der 51 v. Chr. veröffentlichten De re publica gedacht. Es hat die Form eines Dialoges zwischen Cicero, seinem Bruder Quintus und seinem Freund Atticus in Arpinum. Es steht in der Tradition von Platons Doppelwerk Politeia und Nomoi.
Überliefert sind drei Bücher. Im dritten Buch wird ein viertes angekündigt und in einem Fragment Macrobius’ wird aus einem fünften zitiert. Wie bei Platon soll der Dialog einen ganzen Tag dauern. Nach dem Buch V ist erst die Mittagszeit erreicht, sodass wohl weitere Bücher geplant waren.

## Inhalt
In De re publica hatte Cicero den besten Staat erläutert, während er nunmehr die besten Gesetze abzuhandeln gedachte. Diese sollten aus der Natur des Menschen abgeleitet werden.
Im Buch I wird eine von der Stoa inspirierte Theorie der „Naturgesetze“ vorgestellt, laut der das wahre Gesetz der göttlichen Vernunft entspricht. Da alle Menschen ebenfalls vernunftbegabt sind, können sie, indem sie ihren Verstand schulen, letztendlich an der göttlichen Vernunft teilhaben und nach dem wahren, ewigen Gesetz leben.
In Buch II werden diese philosophischen Gedanken noch einmal aufgegriffen. Insbesondere wird klargestellt, dass es auf der Welt falsche Gesetze gibt, die nicht von Natur gelten und daher eigentlich nicht die Bezeichnung „Gesetz“ verdienen. Danach folgt ein Religionsrahmengesetz (constitutio religionum), das stark von der römischen Tradition inspiriert ist.
Im Buch III schließlich wird eine entsprechende Gesetzessammlung über die Magistratur erstellt. Die Gesetze sind jeweils in einem altertümlichen Stil geschrieben und jeder der beiden Sammlungen folgt ein Kommentar, in dem die vorgestellten Gesetze mit unterschiedlicher Ausgiebigkeit behandelt werden. Die konkreten Gesetze greifen dabei eher die römische Tradition mit einigen Rückgriffen auf Platon auf als die im ersten Buch erläuterte Theorie des Naturrechts.
In Buch IV war anscheinend eine Ergänzung zum Buch III enthalten, möglicherweise über das Gerichtswesen. Der Inhalt von Buch V ist kaum zu rekonstruieren. Es ist aber anzunehmen, dass, wie bei Platon, weitere Rechtsgebiete erörtert werden sollten.

## Überlieferung
In antiken Texten wird der Dialog kaum erwähnt; Ausnahmen sind Macrobius, Lactantius und Augustinus. Im 5. Jahrhundert wurde es in das Corpus, aus dem die beiden Vossiani stammen, aufgenommen und so für die Nachwelt überliefert.

## Textausgaben und Übersetzungen
- Jonathan G.F. Powell (Hrsg.): M. Tvlli Ciceronis De re pvblica. De legibvs. Cato maior de senectvte. Laelivs de amicitia. Oxford 2006 (Textkritische Ausgabe).
- Andrew R. Dyck: A commentary on Cicero, De legibus. Ann Arbor 2004 (Kommentar).
- M. Tullius Cicero: De legibus / Über die Gesetze. Lateinisch und deutsch. Hrsg., übers. und erl. von Rainer Nickel. 2. Auflage. Düsseldorf 2002.